# Генрик Малковський

Генрик Малковський, 1927 рік

Ге́нрик Па́вел Малко́вський (пол. Henryk Paweł Małkowski; *15 липня 1881, містечко Сатанів Проскурівського повіту Подільської губернії, нині селище міського типу Городоцького району Хмельницької області — †17 лютого 1959, Варшава) — польський актор театру та кіно.

## Біографія
Син Костянтина Малковського та Ізабелли з Браницьких. Чоловік актриси Анелі Ломської.
Закінчивши гімназію, навчався в драматичному класі при Варшавському музичному товаристві. 1902 року закінчив навчання. У вересні того ж року дебютував у Плоцьку.
Виступав головним чином у театрах Варшави. Від 1916 року знімався в кіно. Як громадський діяч брав участь в організації дитячих театрів. 1958 року опублікував у Варшаві «Мої спогади».